# Landesrektorenkonferenz
Die Hochschulen der Länder in der Bundesrepublik Deutschland werden in der Landesrektorenkonferenz (LRK) durch ihre Rektoren oder durch ihre Präsidenten gemäß der Ordnung der jeweiligen LRK vertreten. In einigen Bundesländern umfasst die Landesrektorenkonferenz (LRK) alle Hochschularten (z. B. in Thüringen), in anderen Bundesländern gibt es Landesrektorenkonferenzen der einzelnen Hochschularten (z. B. in Baden-Württemberg u. a. die Landesrektorenkonferenz der Universitäten und die Rektorenkonferenz der Hochschulen für Angewandte Wissenschaften). Dies ist auch der Anzahl der Hochschulen in den jeweiligen Ländern geschuldet.

## Begriff
Die Zusammenschlüsse der Rektoren oder Präsidenten von Hochschulen mit dem Ziel der Zusammenarbeit werden teilweise auch anders benannt. So gibt es in Hamburg und Niedersachsen stattdessen die Landeshochschulkonferenz.

## Aufgaben und Ziele
Die LRK fördert die Zusammenarbeit der Hochschulen und befasst sich mit übergreifenden Angelegenheiten ihrer Mitglieder. Es ist das Hauptanliegen der LRK, Konzepte für die Hochschulentwicklung zu erarbeiten, alle Hochschulen angehende Probleme gemeinsam anzugehen und Zielsetzungen der Universitäten und Fachhochschulen in den politischen Willensbildungsprozess und in die Wahrnehmung der Öffentlichkeit einzubringen.
Um diesen Anspruch umsetzen zu können, erarbeitet die LRK gemeinsame Stellungnahmen zu hochschul- und wissenschaftspolitischen Themen. Es werden sowohl die Mitgliedshochschulen über hochschulpolitische Entwicklungen informiert, als auch Probleme und Zielsetzungen publik gemacht, welche durch die LRK ausgearbeitet wurden. Die dafür notwendigen gemeinsamen Entscheidungen und Beschlüsse werden zuvor durch Stellungnahmen und Empfehlungen vorbereitet, die die Rektoren oder Präsidenten in ihren Hochschulen erarbeiten.
Die LRK ist Mitglied der Hochschulrektorenkonferenz.
Es gibt Landesrektorenkonferenzen in Thüringen, in Sachsen-Anhalt, in Baden-Württemberg, in Nordrhein-Westfalen, in Sachsen, im Saarland und in Schleswig-Holstein.